# Operation Corkscrew
1940–1945: Luftangriffe auf Italien
1940: Angriff auf Tarent
1943: Operation Husky (Lehrgang) – Waffenstillstand von Cassibile – Invasion in Italien (Baytown, Avalanche, Slapstick) – Fall Achse – Schlacht um Ortona
1944: Schlachten am Monte Cassino – Operation Shingle – Gotenstellung – Schlacht von Monte Castello
1945: Frühjahrsoffensive
Operation Corkscrew bezeichnet die während des Zweiten Weltkriegs am 11. Juni 1943 erfolgte Invasion der Alliierten auf die italienische Insel Pantelleria (zwischen Sizilien und Tunesien gelegen). 

## Strategische Situation
Es gab schon Ende 1940 Pläne, die Insel einzunehmen (Operation Workshop), allerdings wurden diese wieder verworfen, da die Luftwaffen der Achsenmächte die Luftherrschaft in dieser Region innehatten. Die Insel rückte erst nach der Kapitulation der Achsentruppen im Mai 1943 im Tunesienfeldzug wieder in den Blickpunkt der Alliierten: Die Installation einer Radaranlage und die Anlage eines Flugplatzes auf der Insel wurden als ernsthafte Gefahr für die geplante Invasion Siziliens betrachtet. Außerdem bestand zu dem Zeitpunkt die Möglichkeit eines vorbereitenden Bombardements gegenüber den verstärkten Verteidigungsanlagen der Insel.

## Verteidigungsanlagen
Die von der italienischen Propaganda als italienisches Gibraltar bezeichnete Insel war bereits vor dem Zweiten Weltkrieg als militärischer Stützpunkt ausgebaut worden. Erste militärische Bauten waren in aller Eile zu Beginn des Abessinienkrieges, der zu Spannungen mit dem Vereinigten Königreich und Frankreich geführt hatte, errichtet worden, darunter die 54 km lange Küstenstraße. Einige von weitem sichtbare in offenen Stellungen untergebrachte Küstenbatterien sollten abschreckend Schiffe von der Insel fernhalten. Das eigentliche Projekt zum festungsartigen Ausbau Pantellerias wurde erst 1936 in Angriff genommen. Der Bau eines Kriegshafens für große Kriegsschiffe mit einer über 800 m langen Mole wurde bald wieder eingestellt, nachdem die im Bau befindliche Mole nach wenigen hundert Metern vom Meer fortgespült worden war und die als Baumaterial benutzten Steine das Hafenbecken blockierten. Nicht viel weiter als über die Projektphase hinaus kam der Bau von unterirdischen U-Bootstützpunkten voran. Auf dem Papier blieb auch der Bau von kavernierten Geschützstellungen für großkalibrige Küstengeschütze auf dem größten Berg der Insel, dem über 800 m hohen Montagna Grande. Geplant war der Bau von zwei Geschützbatterien mit 320-mm- oder 305-mm-Schiffsgeschützen, gefertigt von Ansaldo bzw. Armstrong, sowie zwei weiterer Batterien mit 203-mm-Geschützen. Am Ende bestand die artilleristische Hauptbewaffnung der Insel fast ausschließlich aus kleinkalibrigen Geschützen. Dennoch bauschte die Propaganda des faschistischen Regimes die Insel zur Festung auf, woran selbst die Briten glaubten.
Gut ausgebaut worden war dagegen der Flugplatz der Insel, der bereits bei Kriegsbeginn voll funktionstüchtig war. Neben einem Flugfeld war ein 300 m langer, 26 m breiter und 16 m hoher zweistöckiger Hangar mit einer 2 m dicken Stahlbetondecke von dem bekannten Bauingenieur Pier Luigi Nervi errichtet worden. Der Bau war zudem mit einer mehrere Meter dicken Schicht aus Erde und Steinen zugedeckt worden, so dass er eine Art kleiner Hügel bildete. Er bot Platz für 60 Jagdflugzeuge und sechs Torpedobomber vom Typ Savoia-Marchetti SM.79, wobei die Jagdflugzeuge mit Lastaufzügen in das Obergeschoss gebracht werden konnten. Bei Beginn der alliierten Angriffe waren im Hangar Macchi MC.202 der 153. Jagdfliegerstaffel der Regia Aeronautica sowie einige als Nachtjäger genutzte Doppeldecker vom Typ Fiat CR.42 untergebracht, die aber bereits am 21. Mai 1943 auf verschiedene Flugplätze auf Sizilien verlegt wurden. Auf Pantelleria blieben nur vier Macchi zurück, über deren Verbleib es unterschiedliche Aussagen gibt. Je nach Quelle wurden die vier Flugzeuge bei den alliierten Bomberangriffen außer Gefecht gesetzt oder Anfang Juni 1943 ebenfalls nach Sizilien verlegt.
Neben dem Hangar waren ebenfalls unterirdisch eine Funkstation, eine Elektrozentrale und ein Feldlazarett angelegt worden. Ebenso gab es unterirdische Kraftstofflager sowie jeweils in einer Kaverne untergebrachte Mühle und Bäckerei. Zwei weitere unterirdische Benzin- und Dieseldepots befanden sich in der Nähe des Hafens. Auf der Insel waren insgesamt 21 Batterien in offenen Feldstellungen errichtet worden; der Großteil war mit 74-mm-Kanonen ausgerüstet, die auch für die Fliegerabwehr genutzt werden konnten. Insgesamt standen 96 Geschütze zur Verfügung, darunter einige 152-mm-Küstengeschütze. Der Großteil der Batterien war dabei im nördlichen Teil der Insel rund um den Hafen und den Flugplatz errichtet worden. Die jeweiligen Munitionsdepots waren in Kavernen geschützt angelegt worden. Des Weiteren befanden sich an allen möglichen Landungspunkten Bunkeranlagen aus Stahlbeton, die mit automatischen oder panzerbrechenden Waffen bewaffnet waren.
Die Besatzung der Insel, Soldaten vor allem der Regia Marina und der Regia Aeronautica, betrug etwas mehr als 11.000 Mann. Ein Teil davon stellte die wehrpflichtige Bevölkerung Pantellerias, die in der 9. Legion der maritimen Artilleriemiliz (it. 9ª Legione Milizia marittima di artiglieria abgekürzt MILMART) mit Basis Pantelleria ihren Dienst leistete. Die deutsche Luftwaffe betrieb zudem seit 1942 ein Funkmessgerät vom Typ Freya auf der Insel, das später noch mit einem Modell Würzburg für die Nachtjagd ergänzt wurde. Für den Betrieb waren 72 Angehörige des X. Fliegerkorps auf Pantelleria stationiert.
Für die auf der Insel gebliebene Zivilbevölkerung, die sich geweigert hatte, die Insel zu verlassen, etwa 12.000 Menschen, standen keine Schutzräume zur Verfügung. Nach den ersten, noch vor der Operation Corkscrew erfolgten alliierten Luftangriffe floh die Bevölkerung auf die Südseite der Insel.

## Ablauf

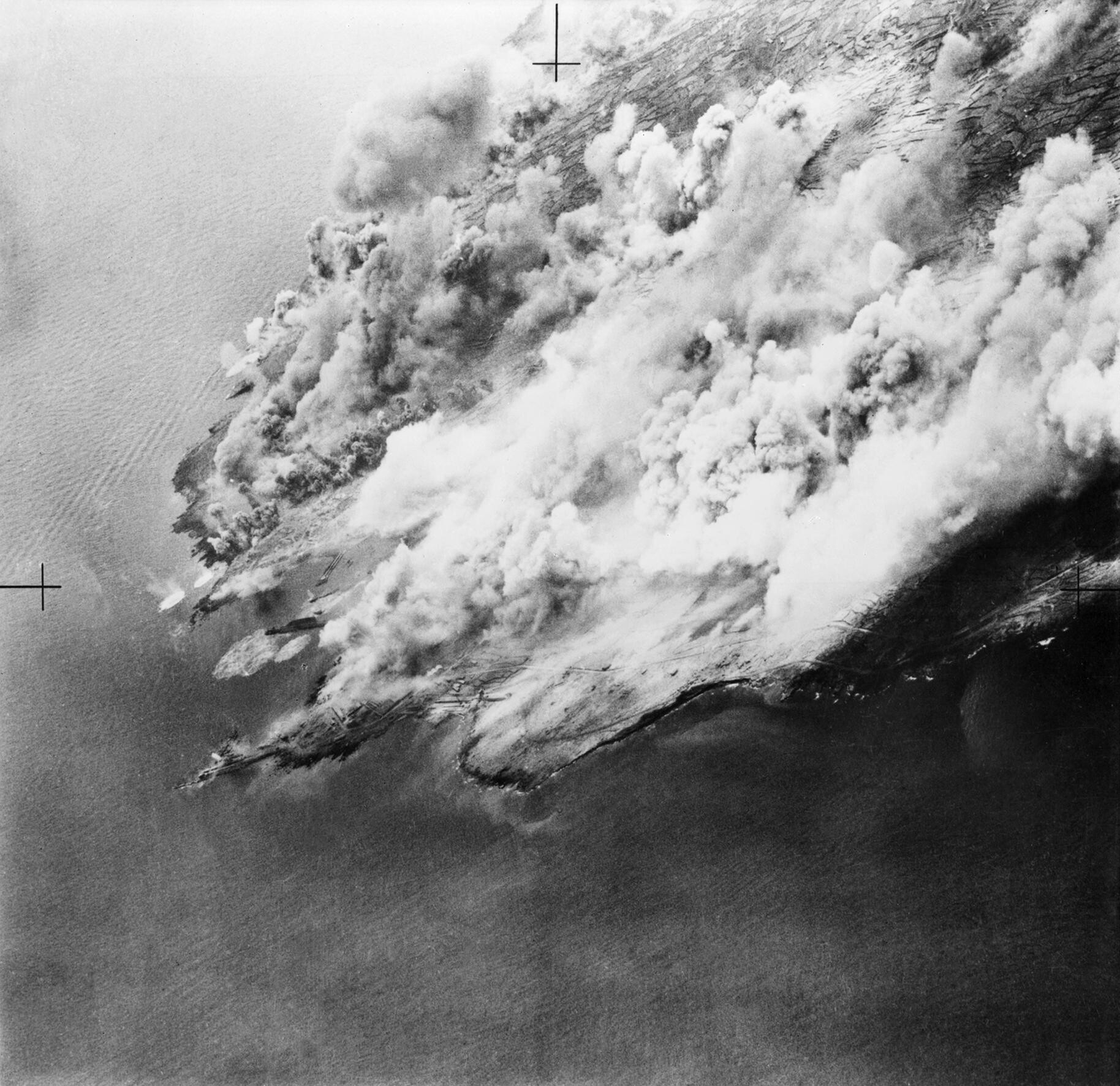
Alliierter Luftangriff während der Operation Corkscrew, links der Hafen von Pantelleria

Am 18. Mai 1943 begannen die Alliierten, die Insel täglich aus der Luft anzugreifen, nachdem sie bereits am 8. und 11. Mai 1943 Pantelleria bombardiert hatten. Unter dem Oberkommando von US-General James Harold Doolittle flogen Maschinen der Northwest African Strategic Air Force Tag- und Nachtangriffe, deren Intensität zum vermeintlichen D-Day hin immer mehr gesteigert wurde. Die US Air Force bombardierte mit schweren Bombern der Typen B-17 und B-24 sowie mit den mittelschweren Bomber B-25 der 12. und der 9. US-Luftflotte tagsüber die festgelegten Ziele, während die Royal Air Force nachts mit Halifax, Wellington, Boston und Baltimore Pantelleria anflog. Insgesamt wurden während der Operation Corkscrew etwa 1000 Bomber eingesetzt, darunter auch einige Maschinen der South African Air Force. Daneben kamen mehrere hundert Jagdflugzeuge und Jagdbomber zum Einsatz, die ihre Einsätze gegen Pantelleria von Malta aus flogen, darunter auch die aus Afroamerikanern zusammengesetzte 99th Pursuit Squadron der USAF, die über Pantelleria zu ihrem ersten Jagdfliegereinsatz überhaupt kam.
Bis zur Invasion wurden 6000 t Bomben abgeworfen, davon allein in den letzten fünf Tagen über 4700 t. Von Anfang Juni bis zur Kapitulation der italienischen Truppen wurden 154 Bombenangriffe geflogen. Die Anzahl der Feindflüge stieg dabei von täglich 200 zu Beginn der Operation auf über 1500 am Tag vor der Invasion. Dem setzten die Luftstreitkräfte der Achsenmächte zwischen dem 8. Mai und 11. Juni knapp 1200 Feindflüge entgegen, davon wurden zwei Drittel von der Luftwaffe geflogen. Während der gesamten Operation verloren die Alliierten 15 und die Achsenmächte 47 Maschinen.
Ab dem 8. Juni beschoss zudem die britische Invasionsflotte Pantelleria, nachdem bereits zwischen dem 31. Mai und dem 5. Juni britische Schiffe die Insel angegriffen hatten. Dem Angriff am 8. Juni wohnte auch General Dwight D. Eisenhower und Admiral Andrew Cunningham, dem Oberbefehlshaber der britischen Mittelmeerflotte auf der HMS Aurora bei. Zwei Übergabeangebote der Alliierten blieben unbeantwortet. In der Nacht vom 10. auf den 11. Juni 1943 wurde die eigentliche Landungsoperation eingeleitet, mit der die britische 1. Infanteriedivision unter dem Kommando von Major General W. E. Clutterbuck betraut war. Zwei am Vormittag geflogene Angriffe der Luftwaffe gegen die vor der Insel versammelten alliierten Landungsstreitkräfte blieben erfolglos. Im Sperrfeuer der britischen Marineeinheiten des 15. Kreuzer-Geschwaders und amerikanischer Bomberangriffe setzten die Landungsboote am späten Vormittag zur Landung an. Noch bevor sie die Insel erreichten, legten die italienischen Verteidiger unter dem Kommando von Admiral Gino Pavesi ein weißes Kreuz auf dem Flugfeld aus, das im Rauch der Explosionen von den Alliierten allerdings nicht gesehen wurde. Erst ein italienischer Funkspruch schaffte zumindest bei den Alliierten Klarheit, während einige italienische Küstenbatterien noch weiterfeuerten, bis die Nachricht über die Kapitulation schließlich auch bei ihnen eintraf. Als die britischen Streitkräfte auf der Insel landeten, ergab sich die italienische Garnison am 11. Juni 1943 um 11 Uhr vormittags.

## Konsequenzen und Folgen

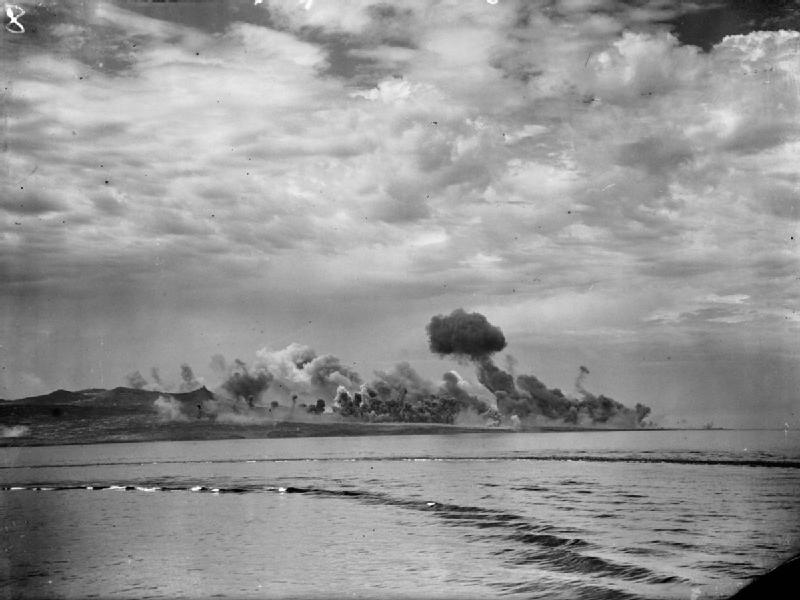
Der Hafen und der Ort Pantelleria im Feuer der Royal Navy

Die italienischen Verteidiger hatten trotz der massiven fast vierwöchigen Luftangriffe und der Beschießung durch die britische Marine nur 41 Tote sowie 109 Verwundete zu beklagen. Die letzten deutschen Soldaten der Funkmeßstelle hatten die Insel bereits Ende Mai verlassen, nachdem am 21. Mai eines der beiden Funkmeßgeräte bei einem alliierten Luftangriff zerstört und das zweite Gerät daraufhin zwei Tage später abmontiert und nach Sizilien abtransportiert worden war. Unter der Zivilbevölkerung gab es sechs Tote und sechs Verletzte zu verzeichnen. Zwei später eingesetzte Untersuchungskommissionen kamen zu dem Ergebnis, dass ein Großteil der Verteidigungseinrichtungen die fast vierwöchigen Angriffe der Alliierten unbeschadet überstanden hatte. Mit der Auswertung der Bombenangriffe wurde eine Gruppe von Personen um Solly Zuckerman betraut. Diese kam zu dem Schluss, dass Bombenangriffe auf befestigte Stellungen nur eine eingeschränkte Wirkung zeigten, viel mehr habe sich auf die Verteidiger von Pantelleria negativ die Zerstörung von Infrastrukturen wie Kommunikationseinrichtungen, Feuerleitstellen, Verkehrswege und Versorgungseinrichtungen ausgewirkt. So sei es trotz gut gefüllter Wasserzisternen zu Problemen mit der Wasserversorgung gekommen, weil die Pumpanlagen zerstört oder ausgefallen waren und Trinkwasser, aber auch Proviant, aufgrund der zerstörten Verkehrswege und der häufigen Luftangriffe nicht zu den einzelnen Stellungen transportiert werden konnte. Auch die Versorgung aus der Luft durch italienische und deutsche Flieger, die bis kurz vor der Einnahme der Insel aufrechterhalten werden konnte, hatte keine wirksame Abhilfe geschafft.
Zur Aufgabe der Verteidiger trug wesentlich die psychologische Belastung durch die am Ende fast ununterbrochene Bombardierung aus der Luft und die Beschießung vom Meer bei, die Schlafen so gut wie unmöglich machte. Die Erkenntnisse, welche die Gruppe um Solly Zuckermann aus der Operation Corkscrew zog, wurden noch während des Krieges von den Alliierten für die weitere Kriegsführung insbesondere für die strategische Luftkriegsführung genutzt.
Für Italien war der Fall von Pantelleria ein Schock. Nicht nur wegen der erstmaligen Besetzung italienischen Staatsgebietes durch die Alliierten, sondern auch weil die von der Propaganda zur uneinnehmbaren italienischen Bastion im Mittelmeer hochstilisierte Insel relativ problemlos und ohne größere Verluste für die angreifenden Alliierten eingenommen werden konnte. Während das faschistische Regime versuchte, die Einnahme der Insel in der Öffentlichkeit als Folge des ausgehenden Proviants darzustellen, wurde innerhalb des Regimes Pavesi Feigheit vorgeworfen, da er nicht einmal den Befehl zur Sprengung der bereits verminten militärischen Einrichtungen gegeben hatte und diese den Alliierten so in die Hände gefallen waren. Infolgedessen wurde Pavesi, der kurz vor der Übergabe von Mussolini noch mit dem Militärorden von Savoyen ausgezeichnet worden war, 1944 von einem Militärgericht der RSI in Abwesenheit zum Tode verurteilt.
Am Tag darauf den 12. Juni 1943 fielen auch die italienischen Garnisonen der etwa 160 km südöstlich von Pantelleria gelegenen Inseln Linosa und Lampedusa in die Hände der Alliierten. Dies machte den Weg für die Invasion Siziliens einen Monat später frei.